# European Tour 1966 (The Rolling Stones)
European Tour 1966 bylo koncertní turné britské rockové skupiny The Rolling Stones, které sloužilo jako propagace studiového alba Out of Ours Heads. Turné bylo zahájeno koncertem v Den Bosche v Nizozemsku a bylo zakončeno koncertem v Kodani v Dánsku.

## Setlist
Toto je nejčastější hraný seznam skladeb.
Autory všech skladeb jsou Jagger/Richards pokud není uvedeno jinak.
1. The Last Time
2. Mercy, Mercy (Covay/Miller)
3. She Said Yeah (Christy/Jackson)
4. Play With Fire
5. Not Fade Away (Hardin/Petty)
6. The Spider and the Fly
7. Time Is on My Side (Ragovoy/Meade)
8. 19th Nervous Breakdown
9. Hang On Sloopy (Farrell/Russell)
10. Get Off of My Cloud
11. Around and Around (Berry)
12. I'm All Right (Diddley)
13. (I Can't Get No) Satisfaction

## Sestava
The Rolling Stones
- Mick Jagger – (zpěv, harmonika)
- Keith Richards – (kytara, doprovodný zpěv)
- Brian Jones – (kytara, harmonika, doprovodné vokály, perkuse)
- Bill Wyman – (baskytara, doprovodný zpěv)
- Charlie Watts – (bicí)

## Turné v datech
| Datum                      | Město      | Stát       | Místo                 |
| -------------------------- | ---------- | ---------- | --------------------- |
| 26. března 1966            | Den Bosch  | Nizozemsko | Brabanthal            |
| 27. března 1966            | Schaerbeek | Belgie     | Palais Des Sports     |
| 29. března 1966 2 koncerty | Paříž      | Francie    | L'Olympia             |
| 30. března 1966 2 koncerty | Marseille  | Francie    | Salle Vallier         |
| 31. března 1966 2 koncerty | Lyon       | Francie    | Palais d'Hiver        |
| 3. dubna 1966 2 koncerty   | Stockholm  | Švédsko    | Kungliga Tennishallen |
| 5. dubna 1966 2 koncerty   | Kodaň      | Dánsko     | K.B. Hallen           |